# Alappuzha
Alappuzha, también conocida como Alleppey, es una ciudad de la India meridional ubicada en el distrito de Alappuzha, estado de Kerala.
La ciudad cuenta con canales, remansos y lagunas pintorescas. Lord Curzon, gobernador de la India la describió como la «Venecia de Oriente». La ciudad de Alappuzha es la capital administrativa del distrito que lleva su nombre. Las «carreras de barcos serpiente» son el acontecimiento tradicional más significativo de Alappuzha.
- Datos: Q585026
- Multimedia: Alappuzha / Q585026

1. ↑  Worldpostalcodes.org,código postal n.º 688001.